# Warrensburg (Illinois)
Warrensburg è un villaggio degli Stati Uniti d'America, situato nello Stato dell'Illinois, nella contea di Macon.
| Controllo di autorità | VIAF (EN) 151308516 · LCCN (EN) n83134473 · J9U (EN, HE) 987007557414705171 |